# Matthew Mbuta
Andongcho "Matthew" Mbuta, född 21 december 1985 i Bamenda, är en kamerunsk fotbollsspelare (mittfältare) som spelar för Naft Maysan och för Kameruns landslag.